# Риндзак Тадей Йосифович
Таде́й Йо́сифович Риндза́к (нар. 26 вересня 1941, м. Болехів Івано-Франківської області) — український театральний художник, народний художник України (2002), лауреат Премії ім. А. Ф. Шекери у галузі хореографічного мистецтва (2015), лауреат Премії імені Федора Нірода (2010).

## Життєпис
Тадей Риндзак народився 1941 року в Болехові Івано-Франківської області в багатодітній родині родині мельника. Мав чотирьох братів і сестру. У ранньому віці втратив матір, але її замінила мачуха, яка любила дітей і виховувала їх навіть після смерті батька.
1958 року Тадей вступав до Київського художнього інституту, але не зміг поступити, поїхав до Львова, але там вже закінчились екзамени. Оскільки на той час до Львівського оперного театру театральний художник Євген Лисик набирав художників для малювання декорації, Тадей став одним з його учнів.
Згодом закінчив вечірнє відділення архітектурного факультету Львівського політехнічного інституту.
Ставши театральним художником, Тадей оформив велику кількість спектаклів.
Працює головним художником Львівського театру опери та балету імені Соломії Крушельницької, але запрошується до оформлення спектаклів у Київ, Мінськ, Донецьк, Санкт-Петербург, в польські театри, де його високо цінують. Зокрема, оформляв постановки в Санкт-Петербурзі («Лоенгрін»), у Донецькому театрі опери та балету («Богдан Хмельницький»), у Національній опері України («Аїда», «Лебедине озеро»).

## Сценографії
опери
- «Кармен»
- «Корневільські дзвони»
- «Князь Ігор»
- «Іоланта»
- «Ріголетто»
- «Тарас Бульба»
- «Украдене щастя»
- «Набукко»
- «Травіата»
- «Мойсей»

балети
- «Коппелія»
- «Даремна обережність»
- «Пер Гюнт»
- «Лебедине озеро»
- «Любовний напій»
- «Дон Жуан»
- «Безумний день, або Весілля Фігаро»

## Родина
Брат Михайло — народний художник України (2010), лауреат Премії ім. А. Ф. Шекери у галузі хореографічного мистецтва.
Одружений, має 2 доньок, онука Богдана, онучок Софійку і Даринку.